# Abeuk Leupen
Abeuk Leupen is een bestuurslaag in het regentschap Aceh Utara van de provincie Atjeh, Indonesië. Abeuk Leupen telt 175 inwoners (volkstelling 2010).